# Čtyřúhelníkové valy Mšecké Žehrovice
Čtyřúhelníkové valy u Mšeckých Žehrovic v okrese Rakovník jsou pozůstatkem ohrazení z období laténské kultury označované jako viereckschanze. Jejich pozůstatky jsou chráněny jako kulturní památka.

## Archeologický výzkum
Lokalita byla opakovaně archeologicky zkoumána (v roce 1943 Ivanem Borkovským, v roce 1968 Libuší Jansovou a v letech 1979–1988 Natálií Venclovou). Krajina v širším okolí Mšeckých Žehrovic byla osídlena v posledních stoletích před Kristem Kelty.

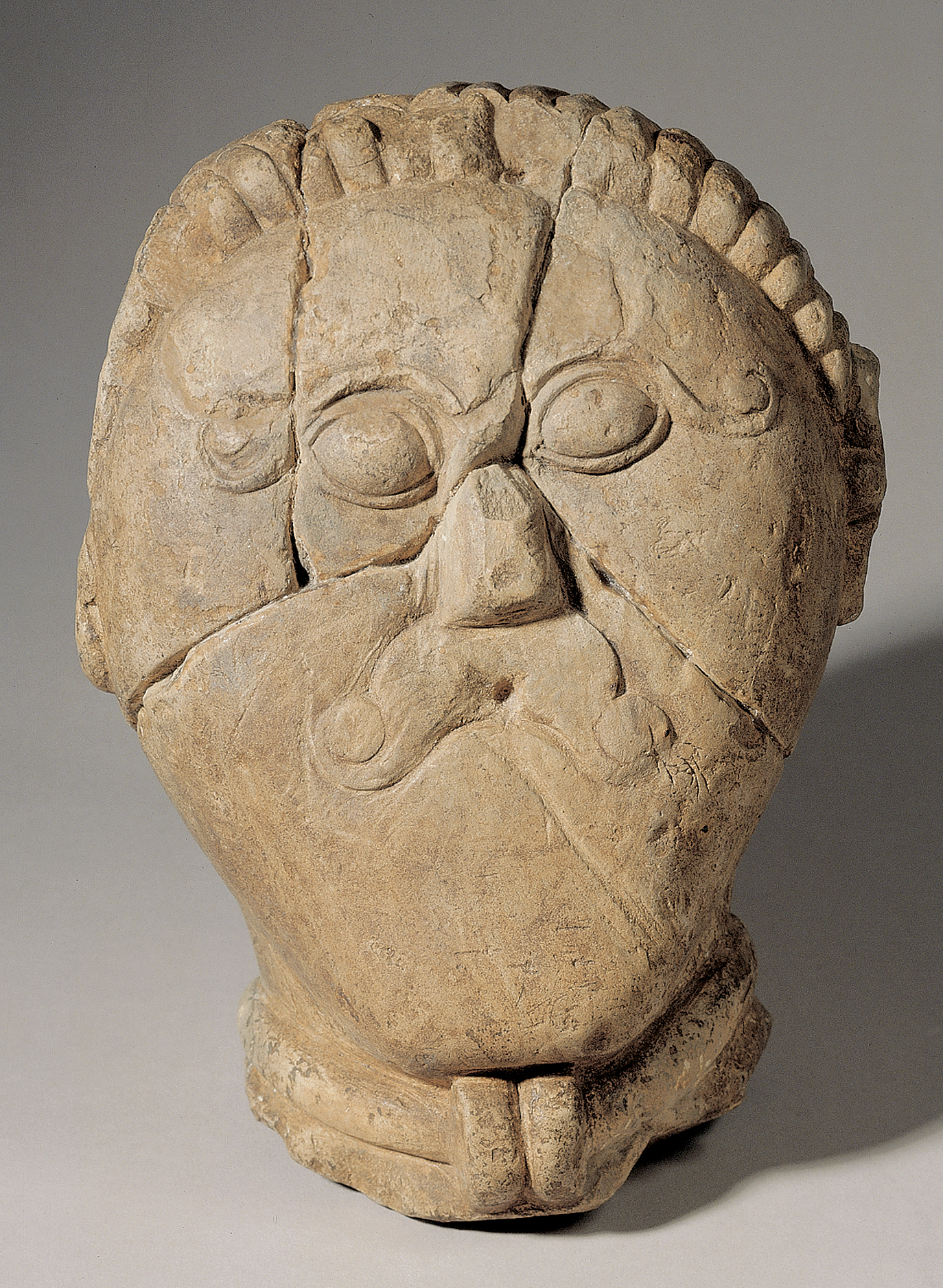
Hlava keltského druida

Nesporným dokladem keltského osídlení lokality byl náhodný objev opukové hlavy keltského druida v roce 1943 v nedaleké pískovně. Dnes je tento náhodný nález jedním ze světově proslulých artefaktů Národního muzea v Praze.
Archeolog Jiří Waldhauser se domnívá, že místo nebylo trvale osídleno, protože nálezy jsou „nápadně chudé“. Nalezena byla kostěná hrací kostka a několik keramických fragmentů kovových předmětů. Lokalita je lidově nazývána Švédské šance, Žižkův tábor nebo Ležení krále Jiřího z Poděbrad.
Při archeologickém výzkumu v sedmdesátých a osmdesátých letech 20. století vedeném archeoložkou Natalií Venclovou byl objeven tzv. čtyřúhelníkový val. Lokalita má tvar lichoběžníku o stranách 116 × 162 metrů v šířce 89 metrů a je obehnána příkopem. Dodnes zachovalé a zřetelné velmi pevné valy byly zbudovány z hlíny a drobného štěrku. Lichoběžník je v polovině přepažen příkopem s náspem, v severní části je val zřetelnější, má dva náspy se dvěma příkopy hlubokými tři až pět metrů.
Při archeologickém průzkumu byl objeven ještě další příkop paralelní s delšími stranami lichoběžníku vzdálený od opevnění přes šedesát metrů s kruhovou prohlubní na vyvýšeném místě. Archeologové předpokládají, že je to pozůstatek po obranné hlásce.
Uvnitř čtyřúhelníkové plochy byly objeveny základy rozměrné budovy (13,5 × 9,5 metru), jejíž kopie byla zbudována v Archeoparku v Prášilech na Šumavě. Nedaleko byly objeveny a prozkoumány tři zahloubené chaty, jejichž vznik je odhadován do druhého nebo prvního století před naším letopočtem. V jedné z nich byly objeveny zbytky železářské pece.
Na lokalitě byly nalezeny při minulých výzkumech švartnové náramky a střepy laténských nádob.

## Popis
Valy ve tvaru nepravidelného obdélníka leží v lesní oboře na vyvýšenině s porostem smrků asi jeden kilometr Mšeckých Žehrovic. Zemní fortifikace pravoúhlého půdorysu datovaná do doby laténské leží v jihozápadní části katastru obce. Z fortifikace se poměrně zřetelně dochoval obvodový val.
Pozemek je součástí ohrazené obory Libeň a přírodní rezervace Louky v oboře Libeň a není volně přístupný. V těsné blízkosti ohrazené obory vede cesta s červeně značenou turistickou trasou z Nového Strašecí do Mšeckých Žehrovic. Lokalita je ze značené cesty alespoň z části viditelná.